# 원조효과성
원조효과성은 경제개발과 인간개발을 달성하고자 하는 개발 프로그램의 효과성을 일컫는다. 여러 비영리기구를 비롯한 구호단체들은 원조효과성 강화를 위해 노력하고 있으며거버넌스 향상을 위한 지원과 역량 강화, 관리 및 감독(monitoring)에 관심을 기울이고 있다.

## 역사적 배경
국제원조시스템은 2차 세계대전 이후 미국이 유럽 재건에 자금을 투입하게 되면서 탄생했다. 냉전 시대인 1960~80년대 사이에 지속됐고 외국 원조 자본은 개발도상국에 해당하는 수원국을 지원하고자 했다. 원래 지원 자금은 정치적 안정도가 높은 곳에 사용된 것이 좋지만 이때에는 거의 동맹국에게만 사용됐다.
냉전이 종식되고 공적원조의 중점은 빈곤퇴치와 개발 진흥으로 바뀌었다. 최하위 빈곤선에 있는 나라들이 우선순위 대상이 됐고 원조 공여국과 구호단체들은 여러 다른 방식과 요구사항이 개도국에 더 많은 제약을 낳고 효과를 떨어뜨림을 파악하게 됐다. 이에 개발도상국과 함께 활동하면서 프로그램 활동 조화를 꾀하고 향상을 이루고자 노력하게 됐다.
원조효과성 운동은 2002년 멕시코 몬테레이에서 열린 the International Conference on Financing for Development에서 더욱 박차를 가하게 됐고 이를 토대로 몬테레이 합의가 도출됐다. 국제사회는 개발자금 확충 의사가 있음을 확인했고 현재의 지원금액이 부족하다는 데 동의했다. 공여국과 수원국 모두 최대한 효율적으로 쓰여야 함에는 이견이 없었다. 이는 유엔이 제정한 새천년개발목표를 달성하고자 함이었다.
2003년 원조개발 활동가와 원조국 및 공여국 대표단이 로마 고위급포럼(the High Level Forum on Harmonization in Rome)에 참여했고 OECD와 공여국들이 국가 수준의 활동을 증진하고 협력하고자 함께 일하겠다는 고위급 포럼 로마선언을 발표했다. 2005년 초 예정된 파리 회의 전에 더 많은 진전을 이루기로 결정한 시기였다.
2005년 원조효과성 파리선언(Paris Declaration on Aid Effectiveness)이 발표되면서 각국이 제휴원칙에 발맞춰 더 포괄적으로 협력하기로 합의했다. 2008년 가나 아크라에서 고위급 포럼이 열려 파리협약을 가속화하기로 아크라행동계획을 발표했다. 하지만 이러한 원칙이 항상 지켜진 것은 아니었고 일례로 전문가들은 캄보디아에서 잘못된 관행을 파악했다.
원조효과성은 국제건강파트너쉽(International Health Partnership, IHP+)의 일환으로 보건 분야에서 진흥될 필요가 있었다. 2007년 생겨난 IHP+는 개도국 시민들의 건강향상에 앞장서고 있는 단체이다. 이러한 단체들과 함께 원조효과성을 관행으로 반영하여 국제적 원칙을 만들어나가고자 했다.
원조의 효과에 대해 비평가들은 전 세계적으로 기금마련 캠페인이 가속화되자 더욱 비관적인 목소리를 높이며 원조는 결코 효율적일 수 없다고 말했다. 대부분의 원조개발 활동가들 또한 자금 지원 등 개발원조 활동이 항상 최대치 수준으로 효과적일 수는 없지만 보건이나 기초 교육과 같은 분야에서 적정한 관리가 이뤄지면 상당한 영향력을 발휘할 수 있다고 주장했다.
원조효과성이 극대화 및 최적화를 이루기 위해서, 기부 및 증여는 지역 산업, 가맹점 진흥, 수익 산업 등에 집중될 필요가 있다. 이러한 조치는 보건 관련 지출 및 산업 성장에 영향을 미칠 수 있다.

## 효과성의 중요성
OECD 개발원조위원회(DAC) 산하의 원조효과회의(Working Party on Aid Effectiveness)에서 21세기 초에 공인한 바에 따르면 지속가능한 개발을 추진하는 것은 공여금의 규모 문제라기 보다 어떠한 방식으로 지원이 이뤄지느냐이다.
사실 개발원조는 양적으로 지난 수십년간 규모가 급증했으며 그 범주도 매우 다양해졌다. 이는 기여자 및 공여국이 늘어났고 동시에 진행 프로젝트가 몇 배로 늘어났지만 그 규모는 축소되었음을 나타낸다. 소규모의 프로젝트는 크기와 반경, 지속성에 있어서 한계가 있어 지역사회이 즉각적인 영향을 끼치는 것도 미미하기 쉽다. 더 많은 주체들이 세계원조무대에 등장하면서 투명성이 떨어지고 취약해졌으며 그 양상 또한 예측이 어려워진 측면이 있다.
정보 접근의 측면에서 보자면 공여국과 수원국 수준 모두에서 충분한 정보를 갖고 있지 않으며 피드백과 공식적인 프로젝트 평가 또한 드물다. 당사국 양측이 규모와 시기에 대해 확실히 알고 있다면 원조 프로젝트의 예측 가능성이 높아진다. 하지만 예측 가능성이 떨어지면서 비용이 발생하게 되고 취약성이 드러나게 되는데 최근 유럽연합이 개발도상국에 지원하는 예산 중 취약성과 연관된 매몰비용은 10~20%로 나타났다.
지난 수십 년간 원조환경은 급격하게 변하여 대한민국, 중화인민공화국, 브라질, 인도, 사우디아라비아, 베네수엘라, 터키 등이 새로이 등장했고 국제비영리기구와 단체들 또한 그 규모와 질적으로 더욱 성장했다. 새로운 개발 원조공여국과 활동 범위가 늘어난 것은 재정 측면에서 긍정적인 효과를 갖고 왔지만 노하우와 역량의 면에서는 변동 사항이 발생했다. 특별히 전통적 개념에 크게 영향을 받지 않는 긴급 구호의 경우 변동 및 잠재적 위협 가능성이 생기기는 더욱 쉽다. 개발원조 증여 시 붙는 조건부여(Conditionality)는 재화와 서비스 조달을 시도하는 것인데 전통적 개발원조의 기준이 직면한 도전과제이기도 하다.
원조를 받는 정부, 즉 수원국 정부 또한 복잡한데다 관료주의적이어서 그 조직 체계와 담당자, 규모, 협력 관계에 있어 여러 비용이 발생한다. 실질적으로 국내 상황을 무시하고 공여국과 함께 여러 회의와 요청을 거처야 하는 수원국에게는 나타나기 쉬운 예이다. 국가 수준의 대응책과 그 수요를 맞추기 어렵다는 점에서 한계점이 있는 것이다. 또한 각 프로젝트는 설계와 조율, 이행 과정에서 변동이 나타나기 마련이다.
국제사회가 원조효과성에 대해 원조효과성 파리선언과 아크라행동강령 등을 추진하고 있으나 역부족인 경우도 있다. 각국 정부와 구호단체들은 위에서 아래로 향하는 방식 그 이상을 행하는데 한계가 있다. 개발 원조의 수십년간 역사는 특정 국가가 원조의존비율이 떨어질수록 아래에서 위로 향하는 방식(Bottom-up)을 추구하여 자국민들이 원하는 방식을 우선적으로 택하고 개발원조자금을 조달하는 체계를 스스로 가꿔야 함을 말해준다. 원조 관련 사업이 더 효과적으로 운용될 수 있다는 합의와 연구는 상당히 광범한데, 이를 프로그램의 질과 책임성에서 찾는다.
지난 반세기동안 개발원조 투입 금액은 2조 3천만 달러에 육박하지만 빈곤퇴치와 분쟁감소에 상응하는 효과를 내지는 못했고, 2008년 동아프리카 기근과 같은 새로운 위기가 나타나고 있으며, 이러한 위기시 대응방침은 더욱 어려워지고 있다. OECD 개발원조위원회가 2011년 9월 21일 편찬한 “Aid Effectiveness 2005-2010: Progress in Implementing the Paris Declaration” 보고서는 2010년에 달성하기로 한 13개의 목표 중 1개만이 달성가능할 것이라고 추정했다.
부산에서 열린 4차 고위급 세계개발원조총회(2011년 11월 29일-12월 1일)는 국제개발협력의 갈림길에 서 있는 시점에서 이뤄졌다. HLF-4는 미래 차원의 개발원조 프로그램의 질적 향상을 새천년개발목표의 데드라인인 2015년까지 달성하도록 최소 기한을 정했다.

## 같이 보기
- 개발원조위원회
- 몬테레이 컨센서스